# 齿瓣舌唇兰
齿瓣舌唇兰（学名：Platanthera oreophila），为兰科舌唇兰属下的一个植物种。